# Uddevalla község
Uddevalla község (svédül: Uddevalla kommun) Svédország 290 községének egyike. A jelenlegi községet 1971-ben hozták létre Uddevalla város és négy másik község (Forshallä, Lane-Ryr, Ljungskile és Skredsvik) egyesítésével.

## Települései
A községben 7 település található. A települések és népességük:
| Település  | Népesség | Megjegyzés         |
| ---------- | -------- | ------------------ |
| Uddevalla  | 30 513   | a község székhelye |
| Ammenäs    |          |                    |
| Fagerhult  |          |                    |
| Herrestad  |          |                    |
| Hogstorp   |          |                    |
| Ljungskile |          |                    |
| Sunningen  |          |                    |

## Külső hivatkozások
- Hivatalos honlap